# June Gale
June Gale (San Francisco, California; 6 de julio de 1911-Los Ángeles, California; 13 de noviembre de 1996) fue una actriz cinematográfica estadounidense.

## Biografía
Su verdadero nombre era Doris Gilmartin, y nació en San Francisco, California. Creció formando parte del número de vodevil interpretado por las Gale Sisters, y a principios de los años 1930 rodó sus primeras películas en Hollywood. Aunque originalmente formó parte de las Goldwyn Girls, gradualmente fue interpretando papeles de mayor interés, aunque generalmente en películas de serie B. 
June Gale falleció en 1996 en Los Ángeles, California, a causa de una neumonía. Fue enterrada en el Cementerio Westwood Village Memorial Park de Los Ángeles. Había estado casada con Oscar Levant y Henry Ephron.

## Selección de su filmografía
- Rainbow's End (1935)
- The Devil Diamond (1937)
- Josette (1938)
- The Jones Family in Hollywood (1939)
- Charlie Chan at Treasure Island (1939)
- Inside Story (1939)
- Hotel for Women (1939)
- The Honeymoon's Over (1939)
- City of Chance (1940)